# Трендафил Трендафилов
Трендафил Константинов Трендафилов е български архитект и общественик рационалист от първата половина на ХХ век.

## Биография
Роден е през 1876 г. в Пловдив. През 1900 г. завършва архитектура и строително инженерство в Торино, Италия. Офицер в Балканската, Междусъюзническата и Първата световна война. От 1921 до 1924 г. е началник на архитектурен отдел при Министерство на обществените сгради и пътищата. През 1936 – 1944 г. е общински съветник към Столична община.
Член е на италианския комитет за урбанистика и член-кореспондент на неговото списание. Почетен член е на Института за стопанска рационализация.
Като личност той е изключително иновативен в мисленето и ярък привърженик на рационалистичната теория, разпространява идеите за научна организация на труда и обществото, че в областта на строителството, на стопанството дейностите трябва да се рационализират и за организираност на производството, организираност на обществото, въвеждане на стандарти, норми, хигиенни мерки и пр. Схващанията му са възприети от индустриалеца инж. Велизар Пеев и от доктора по коституционно право Александър Сталийски и развити политически в ръководената от тях „Национална задруга за политическо възраждане“. Арх. Трендафилов умира през 1958 г.
Личният му архив се съхранява във фонд 133К на Централния държавен архив. Той се състои от 571 архивни единици от периода 1919 – 1953 г.

## Публикувани трудове
- Познания по практическа и естетическа архитектура (1914);
- Обществено и частно жилищно възраждане (1921);
- Модерния град. Town Planning – Stadtbau – Urbanisme; Градостроителни и архитектурни насоки за III бълг. царство (1927);
- Научно организиране труда в модерната държава в сътрудничеството с д-р Вълко К. Трендафилов (1929);
- Стопанска рационализация – енциклопедия, в сътрудничество с д-р Вълко К. Трендафилов (1942).